# Малък американски козодой
Малък американски козодой (Chordeiles minor) е вид птица от семейство Caprimulgidae.

## Разпространение и местообитание
Разпространен е в Американските Вирджински острови, Ангуила, Антигуа и Барбуда, Аржентина, Аруба, Барбадос, Бахамските острови, Белиз, Бермудските острови, Боливия, Бонер, Синт Еустациус, Саба, Бразилия, Британските Вирджински острови, Венецуела, Гваделупа, Гватемала, Доминика, Доминиканската република, Еквадор, Кайманови острови, Канада, Колумбия, Коста Рика, Куба, Мартиника, Мексико, Монсерат, Никарагуа, Панама, Парагвай, Перу, Пуерто Рико, САЩ, Сейнт Винсент и Гренадини, Сейнт Китс и Невис, Сейнт Лусия, Сен Мартен, Сен Пиер и Микелон, Търкс и Кайкос, Уругвай, Хаити, Хондурас и Ямайка.